# Rumex schischkinii
Rumex schischkinii är en slideväxtart som beskrevs av Los.-losinsk.. Rumex schischkinii ingår i släktet skräppor, och familjen slideväxter. Inga underarter finns listade i Catalogue of Life.